# 須賀陽子
須賀 陽子（すか ようこ、1949年（昭和24年）11月28日 - ）は、日本のヴァイオリニスト。元徳島文理大学音楽学部准教授。
高知県高知市出身。東京芸術大学音楽学部器楽科卒業。

## 経歴
高知県高知市出身。高知市にて田中昇、深瀬岩造にヴァイオリンを師事。土佐中学校・高等学校を卒業後、東京芸術大学音楽学部器楽科に進学し井上武雄、中村泉に師事。大学を首席卒業後、1973年（昭和48年）より同大学音楽指揮科助手に就任。
1975年（昭和50年）より高知大学教育学部非常勤講師及び徳島文理大学音楽学部講師に就任。1989年（平成元年）に同大学准教授に就任。
1988年（昭和63年）よりドイツ・ウルムで活動している室内楽団・ウルマー・カンマー・アンサンブルとの交流が続いており、様々な演奏会に参加。その他にも四国地方を中心にコンサートやヴァイオリン講師などの活動を行っている。
また教え子に福留史紘（国立音楽大学卒業、東京交響楽団第一ヴァイオリン奏者）等がいる。

## 所属学会等
- 全四国音楽学会